# Oßmannstedt
Oßmannstedt is een Ortsteil van de landgemeente Ilmtal-Weinstraße in Thüringen.
Op 31 december 2013 fuseerden negen van de tien tot dan toe zelfstandige gemeenten Liebstedt, Mattstedt, Niederreißen, Niederroßla, Nirmsdorf, Oberreißen, Oßmannstedt, Pfiffelbach en Willerstedt uit de Verwaltingsgemeinschaft Ilmtal-Weinstraße tot Ilmtal-Weinstraße en werd de gemeente Oßmannstedt opgeheven.
Denstedt · Goldbach · Kromsdorf · Leutenthal · Liebstedt · Mattstedt · Niederreißen · Niederroßla · Nirmsdorf · Oberreißen · Oßmannstedt · Pfiffelbach · Rohrbach · Ulrichshalben · Wersdorf · Willerstedt